# Петер III Фридрих фон Хевен
Петер III Фридрих фон Хевен (на немски: Peter III Friedrich, Herr zu Hewen & Hohentrins; † сл. 1471) е фрайхер от род Хевен, господар на Хевен (в Хегау) и Хоентринс (в кантон Граубюнден).
Той е син на Петер II фон Хевен, господар на Хевен и Хоентринс († 1409/1414) и съпругата му Берта фон Верденберг († сл. 1375), дъщеря на граф Хайнрих IV фон Верденберг-Хайлигенберг-Райнек († 1392/1393) и Анна фон Монфор († 1379). Внук е на рицар Хайнрих I фон Хевен-Грисенберг († 1388/1389) и Клемента фон Тогенбург († 1405). Правнук е на Петер I фон Хевен († 1371) и роднина на Буркхард фон Хевен († 30 септември 1398), епископ на Констанц (1387 – 1398).
Брат му Ханс II фон Хевен († сл. 1467) се сгодява през 1434 г. и се жени тайно на 2 юни 1436 г. за маркграфиня Агнес фон Баден (1408 – 1473).
Родът на господарите фон Енген, споменат за пръв път през 1050 г., се нарича от 1172 г. „фон Хевен“ на построения 1170 г. от него замък Хоенхевен до Енген в Хегау. Родът измира по мъжка линия през 1570 г. с Алберт Арбогаст фон Хевен.
От 1324 г. графовете на Верденберг-Хайлигенберг са собственици на замък Хоентринс. Когато те измират през 1428 г. замъкът отива на господарите фон Хевен. Замъкът изгаря през нощта на 2/3 юли 1470 г.

## Фамилия
Петер III Фридрих фон Хевен се жени между 1442 и 1447 г. за Аделхайд фон Еберщайн († 18 юли 1505), дъщеря на граф Бернхард I фон Еберщайн (1381 – 1440) и Агнес фон Финстинген († 1440). Те имат децата:
- Петер (Петерман) IV, господар на Хоентринс и на замък Шварценберг († 1498), женен на 27 юни 1477 г. за Агнес фон Лупфен († 1513/1514), дъщеря на граф и ландграф Зигмунд I фон Лупфен-Щюлинген († 1494) и Катарина фон Мач († сл. 1484)
- Клемента фон Хевен († сл. 1509), омъжена пр. 1459 г. за граф Вилхелм VII фон Монфор (* ок. 1440; † 5 февруари 1483)